# Rafael Berges
Rafael Berges Martín (ur. 21 stycznia 1971 w Kordobie) – hiszpański piłkarz występujący na pozycji obrońcy. Trener piłkarski.

## Kariera klubowa
Berges karierę rozpoczynał w 1989 roku w zespole Córdoba CF z Segunda División B. W sezonie 1991/1992 wywalczył z nim awans do Primera División. W lidze tej zadebiutował 17 listopada 1991 w przegranym 0:1 meczu z Atlético Madryt. 1 marca 1992 w wygranym 2:0 pojedynku z Mallorką strzelił pierwszego gola w Primera División. W Tenerife grał do końca sezonu 1992/1993.
W 1993 roku Berges przeszedł do Celty Vigo, także grającej w Primera División. Jej barwy reprezentował przez osiem sezonów. W 2001 roku odszedł do drużyny Córdoba CF, występującej w Segunda División. W 2002 roku zakończył tam karierę.
W Primera División rozegrał 201 spotkań i zdobył 8 bramek.

## Kariera reprezentacyjna
Berges występował w reprezentacji Hiszpanii U-21 oraz U-23.
W 1992 roku był członkiem reprezentacji, która zdobyła złoty medal na letnich igrzyskach olimpijskich.